# Lipno (powiat łosicki)
Lipno – wieś sołecka w Polsce położona w województwie mazowieckim, w powiecie łosickim, w gminie Platerów. 
W latach 1975–1998 miejscowość administracyjnie należała do województwa bialskopodlaskiego.
Wierni Kościoła rzymskokatolickiego należą do parafii św. Stanisława Biskupa i Męczennika w Sarnakach.

## Historia
Pierwsze wzmianki o Lipnie pochodzą z 1486 roku kiedy to król Kazimierz IV Jagiellończyk przekazał Lipno niejakiemu Pietruszkowi pełniącemu na dworze królewskim urząd "pasznika królewskiego". Lipno było wsią położoną na skraju Puszczy Białowieskiej i w pobliżu przebiegającego przez pobliskie Sarnaki traktu królewskiego Kraków - Wilno.
Decyzję Kazimierza Jagiellończyka potwierdził w 1525 król Zygmunt I Stary i Lipno aż do 1864 roku pozostało wsią należącą do szlachty. W latach 80. XVI wieku Lipno wchodziło w skład "grupy klimczyckiej" obejmującej 3 wsie (Lipno, Klimczyce, Sarnaki) należące do rodziny Kosińskich.
Okres wojen toczonych w XVII wieku miał bardzo duży wpływ na historię miejscowości. W pamięci mieszkańców, przekazywanej z pokolenia na pokolenie, zachował się obraz walki stoczonej przez grupę mieszkańców wioski z oddziałami szwedzkimi w czasie potopu.
Lipno, od 1513 do 1795 roku, wchodziło w skład powołanego na mocy decyzji króla Zygmunta Starego, województwa podlaskiego ze stolicą w Drohiczynie (od 1569 roku tj. od unii lubelskiej teren województwa wszedł w skład Korony).
Po III rozbiorze Polskie południowa cześć województwa, oddzielona rzeką Bug znalazła się do 1809 roku pod władzą Austrii. 
Od 1809 roku Lipno i okolice wchodziły w skład utworzonego w 1807 roku Księstwa Warszawskiego, od 1815 roku Lipno zostało na ponad sto lat jedną z wielu wsi, utworzonego na kongresie wiedeńskim, Królestwa Polskiego.
W XIX wieku miejscowość należała do dóbr Klimczyce będących własnością rodziny Podczaskich.
W 1827 r. było 31 domów i 200 mieszkańców, w 1880 r. 40 domów zamieszkiwanych przez 396 osób obrabiających w tym czasie 984 morgi ziemi. W 1962 we wsi mieszkało 530 osób.
Staraniem mieszkańców Lipna w 1910 roku została ufundowana figura Matki Boskiej ustawiona przy drodze wiodącej do Sarnak. Figurka była miejscem zebrań i modlitw mieszkańców miejscowości. W 1933 roku figura MB znalazła się w środku nowo wybudowanej kaplicy na tym samym miejscu.
W czasie II wojny światowej w okolicy działały oddziały partyzanckie wchodzące w skład 5 Wileńskiej Brygady AK, korzystające z pomocy miejscowej ludności, za co po wojnie niektórzy mieszkańcy byli prześladowani przez UB.
W Warszawie posłowie PSL składali interpelacje w sprawie nękania przez UB ludności gminy Sarnaki i miejscowości Lipno, które wówczas należało do tej gminy.

## Lipno dziś
Obecnie wieś Lipno jest rozwijająca się miejscowością. W okolicy znajduje się dużo sadów jabłoniowych i wiśniowych, które stanowią główne źródło dochodu mieszkańców Lipna. Zimą można spotkać licznych obywateli Białorusi, którzy kupują jabłka od miejscowych sadowników. Potocznie wieś jest nazywana "Szwecją" lub "Szwedami", a wiąże się to z tym, że pod koniec XIX wieku we wsi podczas wykopalisk archeologicznych znaleziono liczne pozostałości po wojskach szwedzkich z okresu potopu szwedzkiego.
Współcześnie Lipno i okolice to region sadowniczy.